# Vicealcaldesa de Guayaquil
El Vicealcalde de Guayaquil es la segunda máxima autoridad administrativa y política de la ciudad de Guayaquil. La persona titular del cargo es elegida mediante una votación de los miembros del Concejo Cantonal y no a nivel popular como el alcalde, para un período de dos años.
En el Ecuador, un vicealcalde es el jefe suplente del poder ejecutivo de un municipio. Es el responsable de la administración de la municipalidad y de sus relaciones con el gobierno central cuando el alcalde titular se encuentra ausente. Según los artículos 57 y 61 del Código Orgánico de Organización Territorial, Autonomía y Descentralización, este es elegido de entre los ediles del concejo municipal, por un período de dos años, con posibilidad de reelección. Esta figura política se describe en la Ley Orgánica de Régimen Municipal como "Vicepresidente del Concejo Municipal".
La persona electa por los concejales que conforman el organismo cantonal que actualmente ostenta el título es Tatiana Coronel, del Movimiento RETO, quien resultó elegida como tal el 15 de mayo de 2025, tras reunir doce votos de los quince miembros del Concejo Cantonal. 

## Lista de Vicealcaldes de Guayaquil
A continuación se enlistan los 5 últimos vicealcaldes de Guayaquil:
| Periodo       | Alcalde                 |
| 2009-2011     | Guillermo Chang Durango |
| 2011-2019     | Doménica Tabacchi       |
| 2019-2023     | Josué Sánchez           |
| 2023-2025     | Blanca López            |
| 2025-presente | Tatiana Coronel         |